# Thomas Clere
Sir Thomas Clere (* vor 1530; † 14. April 1545) war ein englischer Dichter am Hofe König Heinrichs VIII. Er wird in einigen Gedichten von Henry Howard, Earl of Surrey erwähnt, mit dem ihn eine enge Freundschaft verband.

## Leben
Thomas Clere war der dritte Sohn von Sir Robert Clere, Gutsherr von Ormesby St Margaret in Norfolk, und dessen Frau Alice, der Tochter von William Boleyn. Da Alice die Schwester von Thomas Boleyn, 1. Earl of Wiltshire und damit die Tante von Anne Boleyn war, war Thomas Clere der Vetter dieser. Am 11. Mai 1544 wurde er zum Knight Bachelor geschlagen.
Er verlobte sich 1545 mit Mary Shelton, einer früheren Mätresse Heinrichs VIII., starb jedoch, bevor er sie heiraten konnte.
Thomas Clere wurde in Surrey begraben. An dieser Stelle ist eine, ihn ehrende, Gedenkplakette angebracht. Sein Bruder Edward Clere fiel in der Schlacht bei Pinkie Cleugh.